# Severák (Šluknovská pahorkatina)
Severák (původní německý název Hemmehübel) je kopec s nadmořskou výškou 436 m v katastrálním území Kopce, jež je částí obce Staré Křečany nacházející se v Ústeckém kraji.

## Přírodní poměry
Geomorfologicky náleží k Šluknovské pahorkatině a jejímu okrsku Šenovská pahorkatina, respektive podokrsku Mikulášovická pahorkatina. Geologické podloží tvoří především modrošedý lužický granodiorit, který na východním a jihovýchodním svahu doplňují černý dolerit a drobnozrnná červená brtnická žula. Půdním pokryvem je modální mesobazická kambizem a při vodních tocích kambizem oglejená. Od východního po jižní úpatí prochází lužický zlom, za kterým se nachází pískovcová oblast Děčínské vrchoviny. Velká část vrchu je zalesněná smíšeným porostem s převahou smrku ztepilého (Picea abies) a ve vrcholové části a na severních svazích se nachází pastviny. Na Severáku pramení Železný potok a bezejmenné přítoky Brtnického potoka, které všechny náleží k povodí Křinice. Část vrchu (západně až jižně od vrcholu) náleží k Národnímu parku České Švýcarsko, zbytek leží v Chráněné krajinné oblasti Labské pískovce.

## Galerie

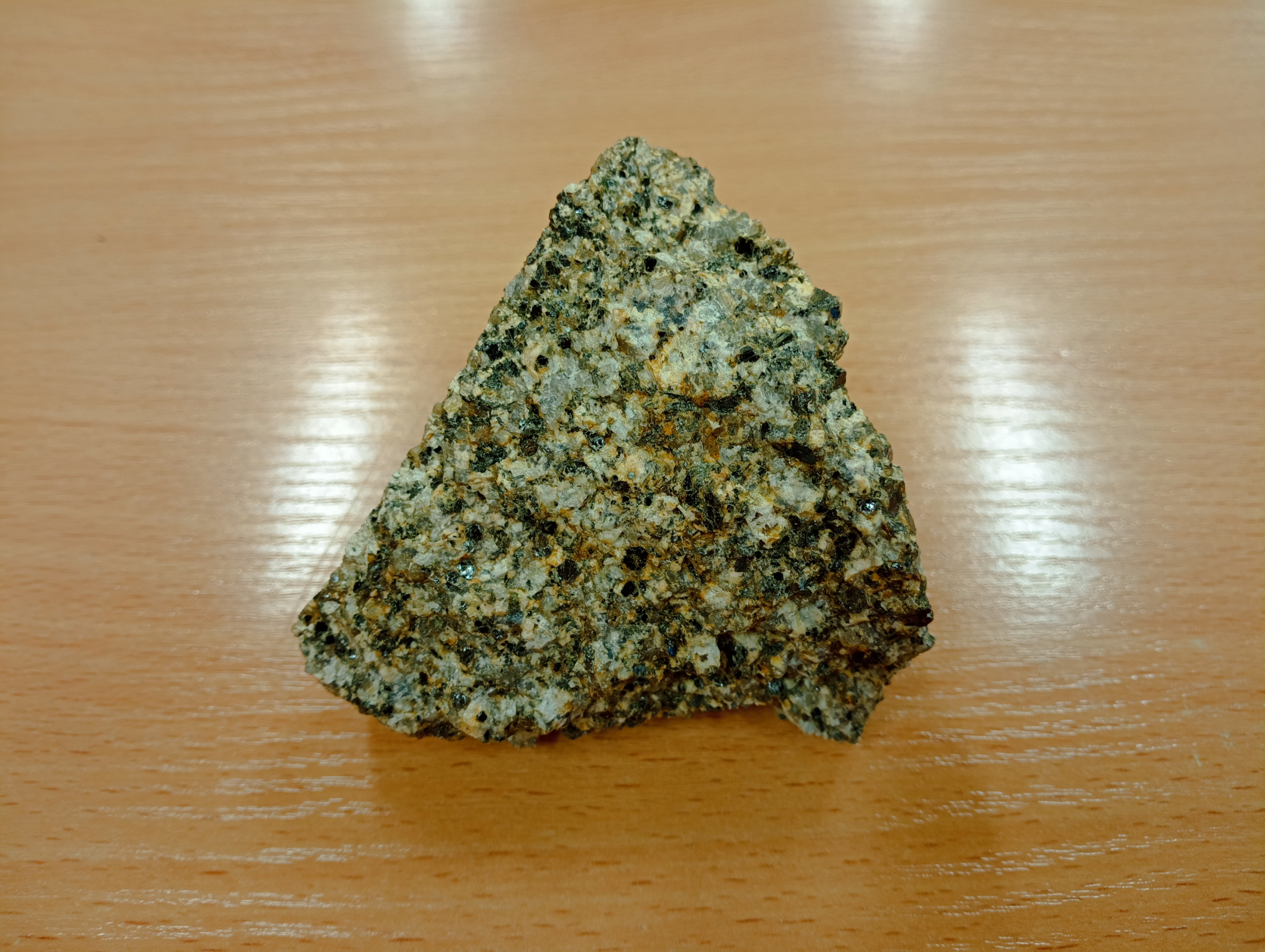
Lužický granodiorit
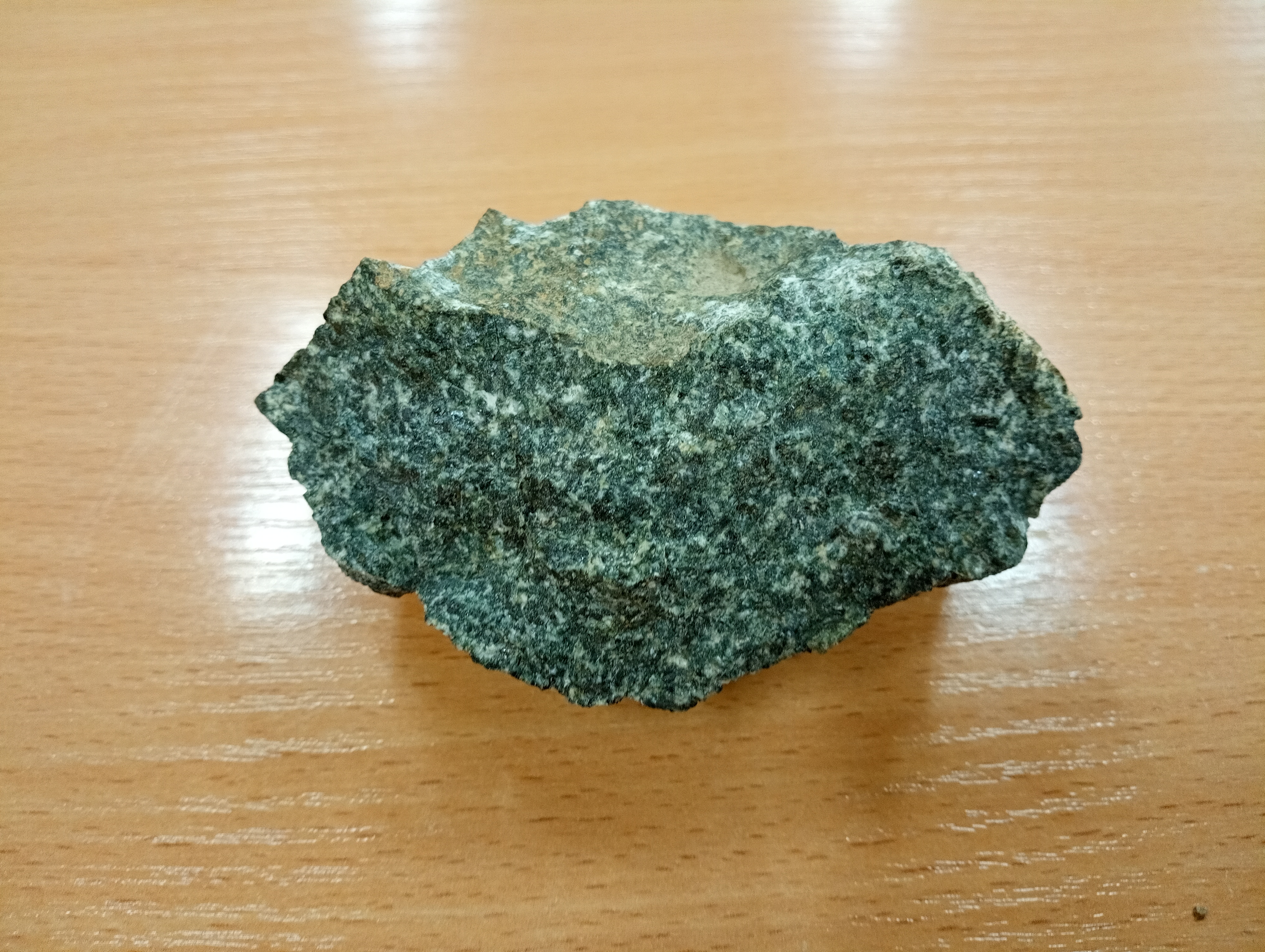
Dolerit
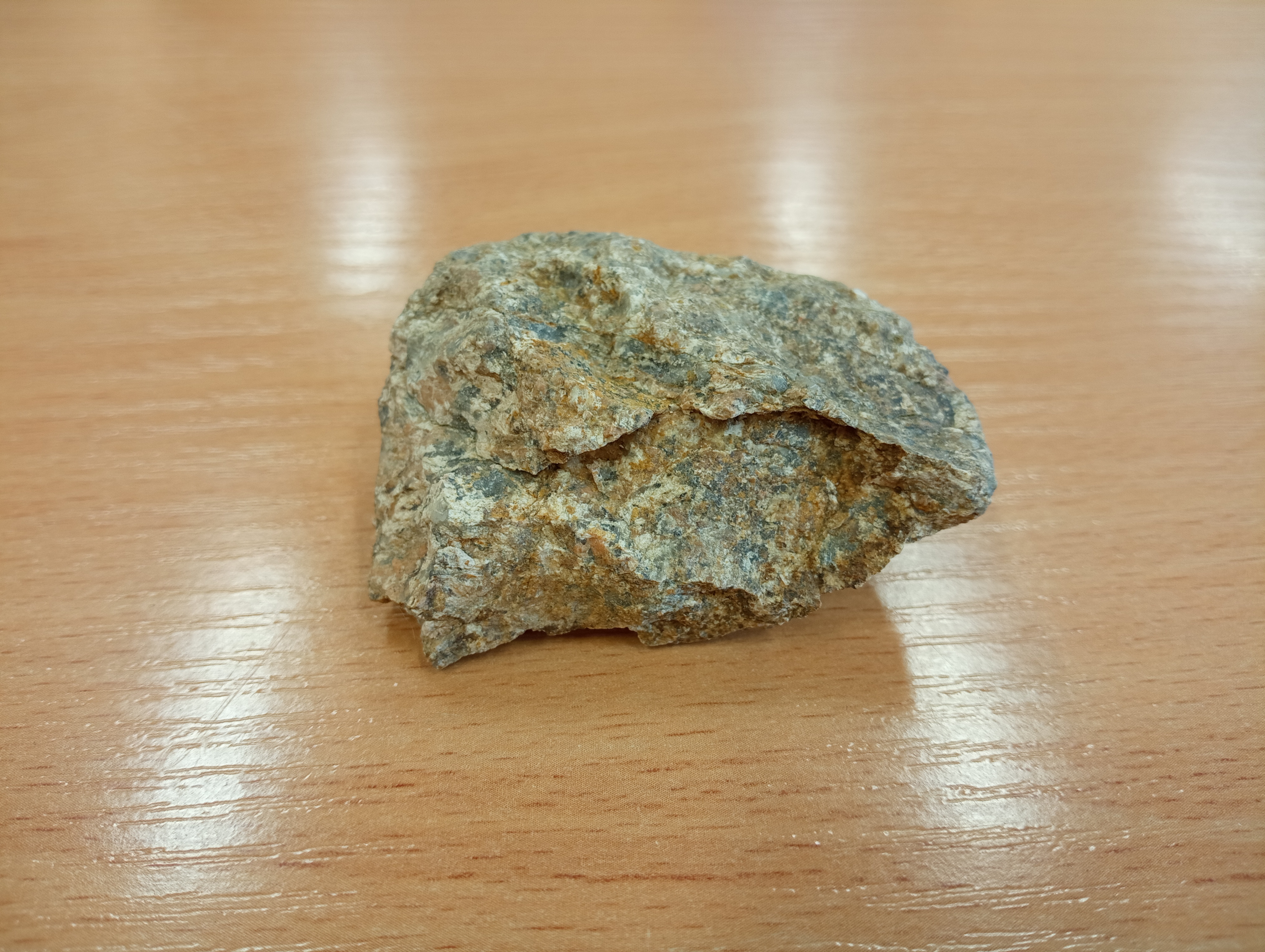
Brtnická žula